# Agenzia regionale per la protezione ambientale
Un'agenzia regionale per la protezione dell'ambiente (in acronimo ARPA) è un ente della pubblica amministrazione italiana, costituito e operante in ogni regione d'Italia. Ciascuna regione ha costituito la propria Agenzia. Le 19 ARPA regionali, le due APPA delle province autonome di Trento e Bolzano e ISPRA compongono il  Sistema nazionale per la protezione dell'ambiente. (SNPA) istituito dalla legge 132/2016.

## Storia
Queste agenzie sono state istituite a seguito dei referendum abrogativi del 1993 riguardanti alcune parti di articoli della legge 23 dicembre 1978, n. 833 di istituzione del Servizio sanitario nazionale (SSN). Di conseguenza, furono eliminate le competenze ambientali della vigilanza e controllo locali del SSN esercitate tramite i presidi multizonali di prevenzione (PMP) delle unità sanitarie locali, che, a loro volta, le ereditarono dai laboratori provinciali di igiene e profilassi, sorti nel 1934 con il regio decreto del 27 luglio, n. 1265: "Testo unico delle leggi sanitarie".
Dopo il referendum, tali competenze continuarono ad essere esercitate dai PMP, fino a quando il Parlamento con la legge 21 gennaio 1994, n. 61, di conversione del terzo decreto legge 496/93, affidò questi compiti ad apposite "agenzie regionali" che furono istituite assieme all'Agenzia nazionale per la protezione dell'ambiente (ANPA), divenuta poi Agenzia per la protezione dell'ambiente e per i servizi tecnici (APAT) e nel 2008 confluita nell'Istituto superiore per la protezione e la ricerca ambientale (ISPRA), ente di indirizzo e di coordinamento delle agenzie delle regioni e delle province autonome. Queste funzioni erano precedentemente svolte in maniera diversa dal Ministero della sanità e dal Ministero dell'ambiente. Tutt'oggi, il Ministero della salute conserva alcuni compiti in materia ambientale, oltre che sulla sicurezza degli alimenti e quella sul lavoro. L'ISPRA, come l'ANPA e l'APAT prima, è vigilato dal Ministero dell'ambiente e della tutela del territorio e del mare, coopera con l'Agenzia europea dell'ambiente e con le istituzioni ed organizzazioni nazionali ed internazionali operanti in materia di salvaguardia ambientale.
La nuova concezione della materia ambientale, introdotta dalla legge 21 gennaio 1994, n. 61, è volta alla migliore armonizzazione fra le istituzioni statali e quelle territoriali, modificando gli ambiti di competenza. Questa legge modificò le competenze amministrative in materia ambientale, in capo alle Province/Regioni e definì una nuova demarcazione tra le materie ambientali rispetto a quelle propriamente sanitarie, realizzando la volontà popolare espressa dal voto referendario, in controtendenza rispetto alla legge 833/1978 che accentrava nel servizio sanitario nazionale italiano tutte le competenze che riguardavanno la salute.
Negli anni successivi all'entrata in vigore della legge 61/94 tutte le regioni e province autonome, hanno trasformato i PMP in ARPA, modificandoli con apposite leggi e le hanno organizzate, secondo le finalità ed i compiti istituzionali, in dipartimenti provinciali. Dagli oltre 100 PMP, si è passati a 19 agenzie regionali e due delle province autonome che costituiscono con l'ISPRA, il Sistema nazionale per la protezione dell'ambiente, istituito dalla legge 132/2016.

## Funzioni
Le principali funzioni attribuite alle ARPA possono essere così riassunte:
- controllo di fonti e di fattori di inquinamento dell'aria, dell'acqua, del suolo, acustico ed elettromagnetico;
- monitoraggio delle diverse componenti ambientali: clima, qualità dell'aria, delle acque, caratterizzazione del suolo, livello sonoro dell'ambiente;
- controllo e vigilanza del rispetto della normativa vigente e delle prescrizioni dei provvedimenti emanati dalle autorità competenti in materie ambientali;
- supporto tecnico-scientifico, strumentale ed analitico agli enti titolari con funzioni di programmazione e amministrazione attiva in campo ambientale (regioni, provincie e comuni);
- sviluppo di un sistema informativo ambientale di supporto agli enti istituzionali e a disposizione delle organizzazioni sociali interessate.

Accanto alle funzioni tradizionali di controllo e vigilanza, la legge 61/1994 affida al sistema delle agenzie ambientali nuovi compiti di monitoraggio, elaborazione e diffusione dei dati ambientali nonché l'elaborazione di proposte tecniche: limiti di accettabilità, standard, tecnologie ecologicamente compatibili, verifica dell'efficacia tecnica delle normative ambientali.
Le ARPA e i dipartimenti di prevenzione delle ASL esercitano in maniera coordinata e integrata le funzioni di controllo ambientale e di prevenzione collettiva che rivestono valenza ambientale e sanitaria. In materia di inquinamento esterno e degli ambienti di vita, la competenza è assegnata alle ARPA che si avvalgono dei pareri igienico-sanitari, previsti dalla normativa vigente, espressi dai dipartimenti di prevenzione delle aziende sanitarie locali. Le ARPA garantiscono, in base a particolari convenzioni e accordi di programma, supporto tecnico-scientifico e supporto strumentale e analitico-laboratoristico agli enti che svolgono le funzioni di controllo ambientale.
Negli organici delle ARPA operano figure professionali quali chimici, fisici, biologi, ingegneri, geologi, informatici, statistici e tecnici della prevenzione nell'ambiente e nei luoghi di lavoro. Tali tecnici, operanti nei servizi ispettivi e di vigilanza sono, nei limiti delle proprie attribuzioni, ufficiali di polizia giudiziaria.
Dispone inoltre di osservatori ambientali, centri tematici e di servizi:
- chimica ambientale;
- medico-biotossicologico;
- fisica-ambientale;
- impiantistico-antinfortunistico.

## Competenze
Le attività riguardanti gli specifici temi ambientali di pertinenza delle ARPA sono regolamentate dalla legislazione comunitaria, nazionale e regionale, da atti amministrativi, da norme tecniche, linee guida e buone prassi. Le ARPA svolgono altre attività relative a:
- climatologia e meteorologia
- qualità dell'aria
- campi elettromagnetici
- radiazioni ionizzanti e non ionizzanti
- energia e ambiente
- gestione dei rifiuti
- qualità delle acque superficiali, sotterranee e marine, inclusi i controlli sulla balneazione
- valutazione di impatto ambientale - (VIA)
- Integrated Pollution Prevention and Control - IPPC (Autorizzazione integrata ambientale)
- regolamento REACH[5]
- sismologia
- ambiente naturale
- amianto
- bonifiche
- geologia e dissesto idrogeologico
- rischio industriale
- ambiente e salute
- sicurezza alimentare

### Prevenzione e controllo
- Autorizzazione Integrata Ambientale
- depuratori
- discariche
- impianti di gestione dei rifiuti
- termovalorizzatori ed inceneritori
- impianti:
  - produttivi, compresi i controlli e le verifiche periodiche antinfortunistiche, se non rimaste di competenza delle ASL tramite gli ex PMP
  - di compostaggio
  - di allevamenti zootecnici
  - radiotelevisivi e stazioni radio-base
- contaminati o potenzialmente contaminati
- aziende a rischio di incidenti rilevanti

### Monitoraggio sullo stato dell'ambiente
- acqua
- aria
- suolo
- radioattività
- agro-nivo-meteorologico
- biomonitoraggio e biodiversità
- Ostreopsis ovata

### Controlli biochimici
- Acque:
  - destinate al consumo umano
  - superficiali
  - di balneazione
  - marino costiere
  - di piscina
  - di scarico produttivo
- rifiuti solidi e liquidi
- compost
- suoli
- aria
- alimenti
- prodotti:
  - fitosanitari
  - cosmetici
- agenti fisici
- campi elettromagnetici
- radiazioni ionizzanti
- inquinamento:
  - acustico
  - luminoso
- rumore
- radioattività naturale e radon
- verifiche per la sicurezza impiantistica

### Varie
- Emissioni di pareri
- Partecipazioni a commissioni e conferenze di servizi

### Promozione, sviluppo e innovazione
- Educazione, informazione e comunicazione ambientale
- Sviluppo sostenibile, acquisti pubblici sostenibili
- Sicurezza impiantistica
- Contabilità ambientale, gestione sistema informativo ambientale
- Certificazioni ambientali
- Sviluppo del sistema qualità
- Diffusione delle informazioni e dei dati ambientali

## Agenzie per regione
| Regione o provincia autonoma | Denominazione                                                                           | Legge regionale o provinciale di istituzione                                    | Sede                                                                                      | Sito web                                                                        | Note  |
| ---------------------------- | --------------------------------------------------------------------------------------- | ------------------------------------------------------------------------------- | ----------------------------------------------------------------------------------------- | ------------------------------------------------------------------------------- | ----- |
| Abruzzo                      | Agenzia regionale per la protezione ambientale (ARPA)                                   | 29 luglio 1998 n. 64                                                            | Viale Guglielmo Marconi, 178 - 65127 Pescara                                              | ARTA Abruzzo.                                                                   | [ 6 ] |
| Basilicata                   | Agenzia regionale per la protezione dell'ambiente della Basilicata (ARPAB)              | 14 settembre 2015 n. 37                                                         | Via della Fisica, 18 C/D - 85100 Potenza                                                  | ARPA Basilicata.                                                                |       |
| Calabria                     | Agenzia regionale per la protezione dell'ambiente della Calabria (ARPACAL)              | 3 agosto 1999 n. 20                                                             | Via Lungomare – 88063 Catanzaro Lido (CZ)                                                 | ARPA Calabria.                                                                  | [ 7 ] |
| Campania                     | Agenzia regionale per la protezione dell'ambiente Campania (ARPA Campania)              | 29 luglio 1998 n. 10                                                            | Via Vicinale Santa Maria del Pianto - Centro Polifunzionale, Torre 1 - 80143 Napoli       | ARPA Campania.                                                                  |       |
| Emilia-Romagna               | Agenzia regionale per la prevenzione, l'ambiente e l'energia Emilia-Romagna (ARPAE)     | 19 aprile 1995 n. 44                                                            | Via Po, 5 - 40139 Bologna                                                                 | ARPAE Emilia-Romagna.                                                           |       |
| Friuli-Venezia Giulia        | Agenzia regionale per la protezione dell'ambiente del Friuli Venezia Giulia             | 3 marzo 1998 n. 6                                                               | Via Benedetto Cairoli, 14 - 33057 Palmanova (UD)                                          | ARPA Friuli-Venezia Giulia.                                                     |       |
| Lazio                        | Agenzia regionale protezione ambientale del Lazio                                       | 6 ottobre 1998 n. 45                                                            | Via Giuseppe Garibaldi, 114 - 02100 Rieti                                                 | ARPA Lazio (archiviato il 19 aprile 2014).                                      | [ 8 ] |
| Liguria                      | Agenzia regionale per la protezione dell'ambiente ligure (ARPAL)                        | 27 aprile 1995 n. 3 (PDF) (archiviato dall'url originale il 23 settembre 2015). | Via Carlo Bombrini, 8 - 16149 Genova                                                      | ARPAL Liguria.                                                                  |       |
| Lombardia                    | Agenzia regionale per la protezione dell'ambiente Lombardia                             | 14 agosto 1999 n. 16                                                            | Via Ippolito Rosellini, 17 - 20124 Milano                                                 | ARPA Lombardia.                                                                 |       |
| Marche                       | Agenzia regionale per la protezione ambientale Marche (ARPAM)                           | 2 settembre 1997 n. 60                                                          | Via Luigi Ruggeri, 5 - 60131 Ancona                                                       | ARPAM Marche.                                                                   |       |
| Molise                       | Agenzia regionale per la protezione ambientale Molise                                   | 13 dicembre 1999 n. 38                                                          | Via Luigi D'Amato, 15 - 86100 Campobasso                                                  | ARPA Molise.                                                                    |       |
| Piemonte                     | Agenzia regionale per la protezione ambientale Piemonte                                 | 13 aprile 1995 n. 60                                                            | Via Pio VII, 9 - 10135 Torino                                                             | ARPA Piemonte. URL consultato l'8 febbraio 2012 (archiviato il 10 maggio 2006). |       |
| Puglia                       | Agenzia Regionale per la Prevenzione e la Protezione dell'Ambiente Puglia (ARPA Puglia) | 22 gennaio 1999 n. 6                                                            | Corso Trieste, 27 - 70126 Bari                                                            | ARPA Puglia.                                                                    |       |
| Sardegna                     | Agenzia regionale per la protezione dell'ambiente della Sardegna (ARPAS)                | 18 maggio 2006 n. 6                                                             | Via Contivecchi, 7 - 09122 Cagliari                                                       | ARPA Sardegna.                                                                  |       |
| Sardegna                     | Agentzia Regionale pro s'amparu de s'ambiente de sa Sardigna                            | 18 maggio 2006 n. 6                                                             | Via Contivecchi, 7 - 09122 Cagliari                                                       | ARPA Sardegna.                                                                  |       |
| Sicilia                      | Agenzia regionale per la protezione dell'ambiente Sicilia                               | 3 maggio 2001 n. 6                                                              | Complesso Roosevelt, località Addaura, – Lungomare Cristoforo Colombo snc – 90149 Palermo | ARPA Sicilia.                                                                   |       |
| Toscana                      | Agenzia regionale per la protezione ambientale della Toscana (ARPAT)                    | 18 aprile 1995 n. 66                                                            | Via Ponte alle Mosse, 211 - 50144 Firenze                                                 | ARPAT Toscana.                                                                  |       |
| Bolzano                      | Agenzia provinciale per l’ambiente e la tutela del clima                                | 19 dicembre 1995 n. 26                                                          | Via Amba Alagi, 5 - 39100 Bolzano                                                         | Agenzia provinciale per l'ambiente BZ.                                          |       |
| Bolzano                      | Landesagentur für Umwelt und Klimaschutz                                                | 19 dicembre 1995 n. 26                                                          | Via Amba Alagi, 5 - 39100 Bolzano                                                         | Agenzia provinciale per l'ambiente BZ.                                          |       |
| Trento                       | Agenzia provinciale per la protezione dell'ambiente (APPA)                              | 11 settembre 1995 n. 11                                                         | Via Clementino Vannetti, 41 - 38122 Trento                                                | Agenzia provinciale per l'ambiente TN.                                          |       |
| Umbria                       | Agenzia regionale per la protezione ambientale dell'Umbria                              | 6 marzo 1998 n. 9                                                               | Via Pievaiola, 207/B-3 - Loc.ta San Sisto - 06132 Perugia                                 | ARPA Umbria.                                                                    |       |
| Valle d'Aosta                | Agenzia Regionale Protezione Ambiente Valle d'Aosta                                     | 4 settembre 1995 n. 41                                                          | Località La Maladière, 48 - 11020 Saint-Christophe (AO)                                   | ARPA Valle d'Aosta.                                                             |       |
| Valle d'Aosta                | Agence régionale pour la protection de l'environnement Vallée d'Aoste                   | 4 settembre 1995 n. 41                                                          | Località La Maladière, 48 - 11020 Saint-Christophe (AO)                                   | ARPA Valle d'Aosta.                                                             |       |
| Veneto                       | Agenzia Regionale per la Prevenzione e Protezione Ambientale del Veneto (ARPAV)         | 18 ottobre 1996 n. 32 (archiviato dall'url originale il 5 marzo 2016).          | Via Ospedale Civile, 24 - 35121 Padova                                                    | ARPAV Veneto.                                                                   |       |

## Curiosità

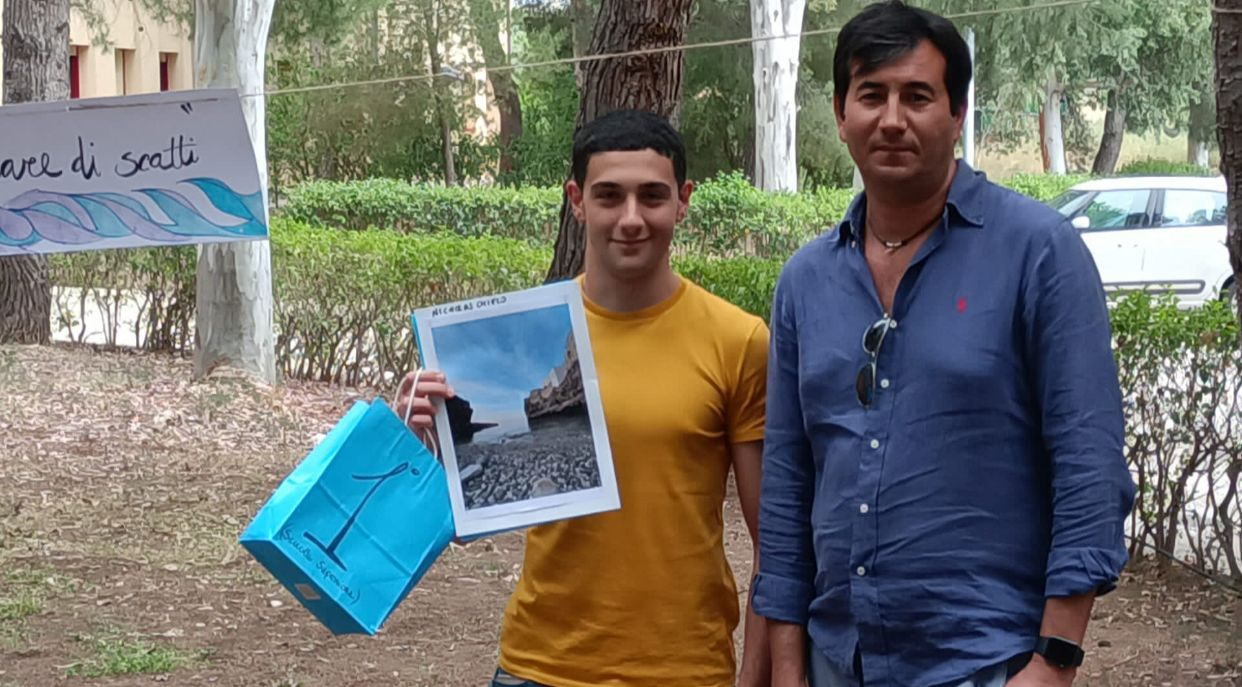
Premiazione del concorso ArpAmare 2022 (Arpa Puglia)

- L'Arpa Puglia, a partire dal 2021, indice un concorso pubblico fotografico denominato ArpAmare con il quale intende valorizzare le bellezze turistico-paesaggistiche locali. Il concorso è aperto anche agli studenti delle scuole superiori.

- Con la situazione di emergenza PFAS (Sostanze perfluoroalchiche) nelle matrici ambientali, ARPA Veneto ha intrapreso un piano di monitoraggio ambientale nella sua regione di competenza. Sulla stessa riga hanno proseguito l'obiettivo anche Lombardia, Emilia-Romagna, Piemonte, Lazio, Puglia e Campania. Nei prossimi anni anche altre Agenzie provvederanno al piano di attività.